# William Adams (ingeniero ferroviario)
William Adams (15 de octubre de 1823-7 de agosto de 1904) fue un ingeniero ferroviario británico, superintendente de locomotoras del Ferrocarril del Norte de Londres desde 1858 hasta 1873; del Gran Ferrocarril del Este desde 1873 hasta 1878; y del Ferrocarril de Londres y del Sudoeste desde entonces hasta su retiro en 1895. Es conocido por sus locomotoras de vapor equipadas con el bogie Adams, un dispositivo con resortes de centrado lateral (inicialmente de goma) para mejorar la estabilidad a alta velocidad.
No debe confundirse con William Bridges Adams (1797-1872), un ingeniero de locomotoras, quien inventó el eje Adams, un eje radial que William Adams incorporó en sus diseños para el Ferrocarril de Londres y del Suroeste. 

## Semblanza
Adams nació en 1823 en Mill Place, Limehouse, Londres, donde su padre era ingeniero residente en las cercanas instalaciones de la Compañía de los Muelles de la India Oriental y Occidental. Después de asistir a una escuela privada en Margate (Kent), trabajó como aprendiz en las obras de su padre. El inspector ferroviario Charles Vignoles había trabajado previamente en la construcción de las cuencas de los muelles de Londres, y esta relación le proporcionó a Adams un puesto como asistente en su oficina de proyectos. Sus últimos años de aprendizaje los pasó en los Talleres de Orchard Wharf de Miller & Ravenhill, constructores de motores para barcos de vapor.
En 1848 se convirtió en asistente del gerente de obras para Philip Taylor, un ingeniero industrial especializado en la fundición de hierro y ex asistente de Marc Brunel, que había instalado talleres en Marsella y en Génova para construir e instalar motores marinos. Capaz de hablar con fluidez en francés e italiano, Adams pronto llegó a ser en la práctica ingeniero superintendente de la Marina Real de Cerdeña (cuando el Reino de Cerdeña abarcaba Génova y gran parte de lo que ahora es el noroeste de Italia), aunque todavía trabajaba nominalmente para Taylor. En 1852 se casó con Isabella Park, hija de otro ingeniero industrial inglés que trabajaba en Génova, y regresó a Inglaterra. 
A su regreso a Inglaterra, trabajó inicialmente como topógrafo y proyectista, considerando posibles rutas para un ferrocarril en la isla de Wight, supervisando el trabajo de construcción en los muelles de Cardiff y planeando y equipando nuevos talleres en Bow para el Ferrocarril de los Muelles de la India Oriental y Occidental y de la Unión de Birmingham, que poco después cambiaría su nombre por el de Ferrocarril del Norte de Londres. Nombrado ingeniero de locomotoras de la compañía en 1854, permaneció en el cargo durante dieciocho años. Es en este período cuando desarrolló su notable serie de locomotoras con depósito incorporado del tipo 4-4-0, las primeras en utilizar un bogie con suspensión lateral, y las primeras en equipar sistemas de freno continuo para todo el tren. 
En 1873, asumió una puesto similar en el cercano Gran Ferrocarril del Este. Sin embargo, en su nuevo cometido no apreció bien los diferentes requisitos de la línea, con una problemática muy distinta  a la de los Ferrocarriles del Norte de Londres, y sus diseños de locomotoras para la compañía no tenían la potencia necesaria para el trabajo de la línea principal. Sin embargo, su reacondicionamiento de las obras en Stratford de la compañía con equipos modernos y estandarizados le ahorró una gran cantidad de dinero, y cuando pasó a trabajar para el Ferrocarril de Londres y del Suroeste en 1878, su reputación estaba intacta. 
Adams produjo cinco diseños de locomotoras para el Gran Ferrocarril del Este, incluyendo dos tamaños de máquina de pasajeros de corta distancia, una máquina de pasajeros para expresos y un diseño para tráfico pesado de carbón. Esta última, la clase 527, fue la primera locomotora 2-6-0 construida en Gran Bretaña, aunque no entraron en servicio hasta que su sucesor, Massey Bromley, asumió el cargo e incorporó algunas modificaciones al diseño.
Durante su etapa en el Ferrocarril de Londres y del Suroeste, controló el diseño de 524 locomotoras, supervisó la expansión de los talleres de Nine Elms y el traslado  de los Talleres de Coches y Vagones a Eastleigh. La mala salud forzó su retiro el 29 de mayo de 1895 mientras vivía en Carlton House, en Putney Hill. Posteriormente se instaló en otro lugar de Putney, donde falleció en 1904.

## Locomotoras

### Ferrocarril del Norte de Londres
- Véase: Locomotoras del Ferrocarril de Londres y del Noroeste

### Gran Ferrocarril del Este
- Clase 61 0-4-4T
- Clase 265 4-4-0
- Clase K9 0-4-2T
- Clase 230 0-4-0T
- Clase 527 2-6-0

### Ferrocarril de Londres y del Suroeste
- Clase 380 4-4-0
- Clase 135 4-4-0
- Clase 395 0-6-0
- Clase 46 4-4-0T (luego reconstruido como 4-4-2T)
- Clase 415 "4-4-2T" con depósito incorporado radial, conocidas por su largo servicio en el Ramal de Lyme Regis
- Clase 445 4-4-0
- Clase 460 4-4-0
- Clase A12 0-4-2 "Jubileo"
- Clase T1 0-4-4T
- Clase O2 0-4-4T
- Clase X2 4-4-0
- Clase T3 4-4-0
- Clase B4 0-4-0T
- Clase G6 0-6-0T
- Clase T6 4-4-0
- Clase X6 4-4-0